# Rząd Ludowy Republiki Finlandii
Rząd Ludowy Republiki Finlandii – fiński rząd komunistyczny utworzony pod dyktatem ZSRR 1 grudnia 1939. Na jego czele stanął Otto Kuusinen. Nawiązał stosunki dyplomatyczne z ZSRR i podpisał z tym krajem układ o pomocy.
Rząd Ludowy nie posiadał władzy nad żadnym terytorium, nie został też uznany przez żadne państwo oprócz ZSRR.